# Liste de gares en Biélorussie
La liste de gares en Biélorussie, est une liste non exhaustive de gares ferroviaires du réseau des chemins de fer en Biélorussie.

## Liste par ordre alphabétique

### B
- Gare centrale de Brest (Брэст-Цэнтральны).
- gare centrale de Baranavitchy.

### F
- Gare de Fanipal (Фа'ніпальскі вакза'л)

### H
- Gare de Homiel-Passagers.

### K
- Gare de Kalinkovitchi.

### M
- Gare de Minsk-Passajyrski (Мінск-Пасажырскі).

### J
- Gare de Jlobin-Passagers (Жлобін (станцыя).

### O
- Gare centrale d'Orcha.

### P
- Gare de Polotsk.

### V
- Gare de Vitebsk.